# 董悦宁
董悦宁（1995年11月2日—），中国大陸模特。出镜在主要时装周的许多秀场，和《时尚芭莎》、《VOGUE》、《Elle》、《嘉人》、《Numéro》、《Post Magazine》等杂志的拍摄。